# 경운기

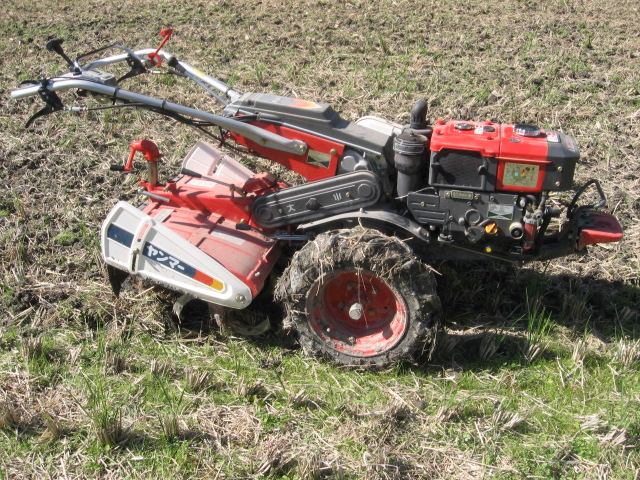
경운기

경운기(耕耘機, 영어: rotary tiller, rototiller, rotavator, rotary hoe, rotary plow 또는 power tiller)는 괭이와 쟁기를 대신에 하여 논과 밭을 갈아 일구는 보행 트랙터의 일종이다.

## 개요
일반적으로 엔진을 장착한 틀에 로터리를 연결하여 사람이 뒤에서 따라 걷는 형태의 농기계다. 트랙터와는 달리 차체도 작고 차중도 가볍다. 한국은 1960년대부터 일본으로부터 도입되어 보급되기 시작하여 농업기계화에 중요한 기능을 해왔다. 그리고 대한민국에서는 경운기에 트레일러를 연결해서 자동차처럼 다닐 수 있게 하기도 한다.

## 용도

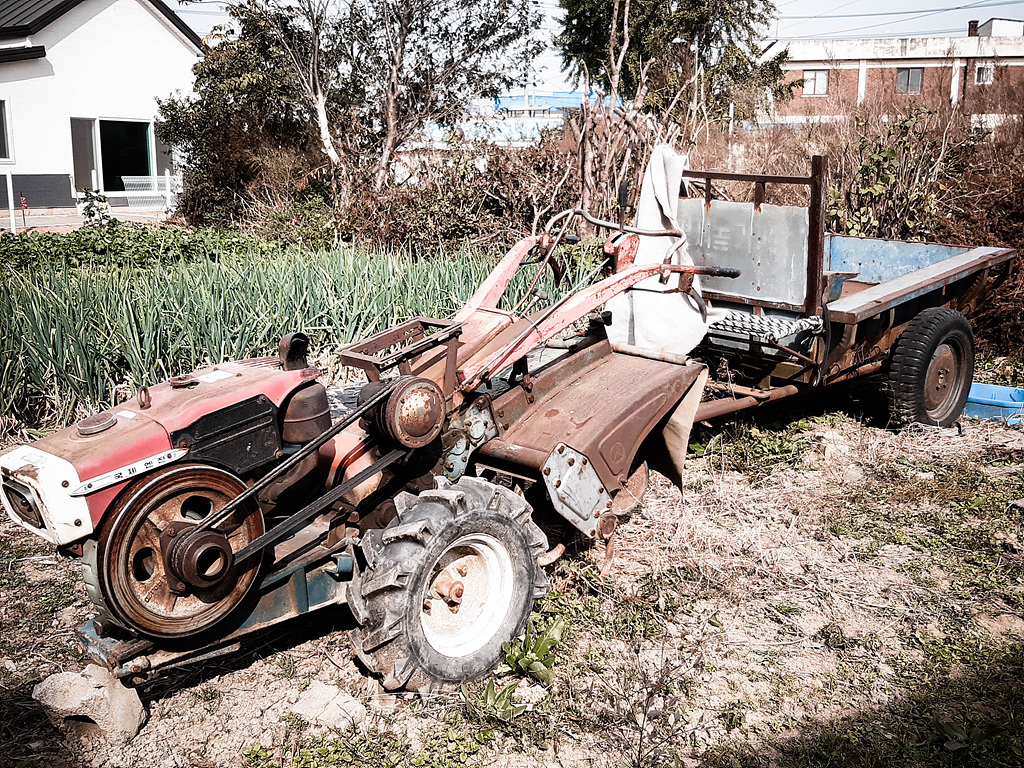
사용이 중단된 경운기

견인에 의한 쟁기 작업, 로터리에 의한 경운, 쇄토 작업, 트레일러에 의한 운반 작업, 동력취굴에 의한 방제 작업, 양수 작업, 탈곡작업 등에 쓰인다.

## 경운기의 역사

### 경운기의 발명
경운기를 최초로 발명한 사람은 오스트레일리아의 아서 클리포드 하워드(Arthur Clifford Howard)이다. 하워드는 뉴사우스웨일스주의 부친의 농장에서 증기 트랙터를 동력으로 하는 동력 경운기의 연구를 실시하는 가운데, L자형 쇠장식의 회전에 의해 경작이 가능하다는 것을 발견했다.
ㅐㅓ
1920년에 하워드는 내연기관을 내장한 경운기의 특허를 취득하여 1922년에 시드니 교외의 노스미드(Notrhmead)에서 오스트레일리아 자동 경운기 제조회사(Austral Auto Cultivators Pty Ltd.)를 설립한다. 1927년에 하워드 자동 경운기 회사(Howard Auto Cultivators)로 사명을 변경하였지만, 세계적인 수요에 비해 오스트레일리아가 지리적으로 불리하기 때문에 1938년 영국 에식스주 이스트 혼돈에 로터리 호스(Rotary Hoes Ltd.)를 설립하였다.

### 농가 보급
경운기는 구미(歐美)에서 1920년대 정원용으로 이용되었고, 일본에서는 1950년대 농업용으로 많이 보급되었으나, 한국에는 1960년대 초반부터 보급되기 시작하였고, 1970년대 중반 당시 농가 20여 호 당 1대꼴에 불과하였으나, 1980년대 말 즈음 대중화 되었다고 한다. 1962년 대동공업(현 주 대동)에서 동력 경운기를 만들어 판매를 시작했다. 1970년대에는 한국정부가 50% 보조금을 지급하며 경운기 보급사업에 앞장섰다. 보급 초기에는 밭을 가는 용도보다는 운반용으로 많이 사용하였다. 시골길이 좁고 비포장이었는데 적당한 운송수단이 없었기 때문이다. 따라서 운반작업에 알맞게 엔진출력이 약 6마력에서 8∼10마력으로 커졌다. 경운기는 구조와 기능에 따라 여러 가지로 분류할 수 있으나, 우리나라에서는 주로 견인구동형(牽引驅動型)이 이용되고 있다. 경운기가 보급됨에 따라 그 동안 밭을 갈던 소들은 육우로 전용되었다.

## 경운기를 이용하는 작업
경운기를 활용하면 경운 작업 이외에도 여러 가지농사일을 하는 것이 가능하다. 경운기에는 옵션으로 많은 부속품이 준비되어 있는 것이 통례다.
- 경운 작업 - 경운기 본래의 기능.
- 대소작업 - 논벼농사에 있어서의 대소작업.
- 관리 작업 - 두둑짓기 작업(이랑짓기작업), 중경작업・제초작업 등 밭의 여러 가지 관리 작업.

## 취급시의 주의점
농작업시 경운기(관리기 포함)에 의한 사고는 트랙터에 이어 발생 건수가 많다. 따라서 안전하게 작업을 하기 위해선 반드시 취급에 주의를 기울여야 한다.
경작업은 전진으로 하는 것이 기본과 로터리 작업을 쉽게 하기 위해 고속으로 후진하거나 방향전환시 레버로 조작하면 생각지도 못한 안전사고로 이어질 수 있다

## 같이 보기
- 트랙터